# Décret présidentiel 9066

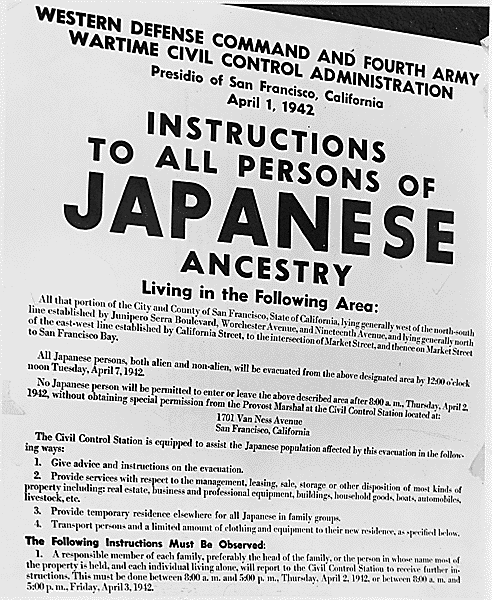
Affiche présentant les personnes d'ascendance japonaise sommées de se présenter avant leur déplacement.

Le décret présidentiel 9066 (executive order 9066)  est une sorte de décret-loi qui fut promulgué par le président  Franklin Delano Roosevelt le 19 février 1942. En sa qualité de commandant en chef des pouvoirs de guerre, ce texte juridique lui permit d'enfermer certains groupes ethniques dans des camps de concentration par mesure de prévention. L'objectif était ainsi d'empêcher les opérations d'espionnage ou de sabotage sur le territoire américain. Le décret ne fut pas déclaré illégal par la Cour suprême : voir arrêt Korematsu v. United States en 1944.

## Les internements durant la Seconde Guerre mondiale
Cet ordre autorisait le Secrétaire à la Guerre des États-Unis ainsi que les forces armées américaines à déclarer certains espaces du territoire américain comme zones militaires « dans lesquelles certaines personnes voire tout le monde pouvaient être exclus ». Cependant, le texte ne faisait allusion à aucune nationalité ou groupe ethnique en particulier. En fin de compte, un tiers du territoire (surtout dans l'Ouest) fut concerné par la mesure qui fut utilisée contre les « descendants d'ennemis étrangers », c'est-à-dire les Japonais, les Allemands et les Italiens.
Après l'Attaque de Pearl Harbor en 1941, qui fit entrer les États-Unis dans la Seconde Guerre mondiale, environ 120 000 Américains d'origine japonaise furent arrêtés par le F.B.I. ou par la police militaire puis enfermés dans des camps entre mars 1942 et juin 1945.
Parmi les internés, 62 % étaient des « Nisei », autrement dit des Nippo-Américains de seconde génération (nés aux États-Unis), et le reste des « Issei » (Japonais de première génération, n'ayant pas la nationalité américaine). Les pertes financières subies par les étrangers affectés par les mesures d'internement durant cette période ont été estimées, par des économistes d'origine japonaise, à plusieurs milliards de dollars.
Les services qui dépendaient du Secrétariat à la guerre, dont le titulaire était  Henry L. Stimson,  devaient aider ces résidents en mettant à leur disposition des transports, la nourriture, le logement et autres commodités. 
Bien que les Américains d'origine japonaise aient été de loin les plus affectés par ces mesures, plusieurs milliers d'Italo-Américains et de Germano-Américains ont également été soumis à des restrictions semblables, y compris l'internement.

## Les oppositions
Paradoxalement, l'une des voix qui s’opposait le plus à Washington à l'internement fut le directeur du FBI  J. Edgar Hoover. Pendant la Seconde Guerre mondiale, après presque une décennie de domination démocrate à Washington, sous le Président Franklin D. Roosevelt, Hoover était l'un des rares républicains à avoir de l'influence. Son opposition à l'internement peut sembler ironique, si l'on se réfère à sa carrière, durant laquelle il a manifesté une certaine opposition aux libertés civiles. Eleanor Roosevelt a été également opposée au décret présidentiel 9066 et a essayé sans succès de convaincre son mari de ne pas le signer.